# Conspirație (Star Trek: Generația următoare)

„Conspiracy ” este un episod din primul sezon al serialul științifico-fantastic „Star Trek: Generația următoare”. Scenariul este scris de Tracy Tormé după o povestire de Robert Sabaroff; regizor este Cliff Bole. A avut premiera la 9 mai 1988.

## Prezentare
Comportamentul straniu al unor ofițeri cu grade înalte — care dusese cu ceva timp în urmă la anchetarea membrilor echipajului (în „Coming of Age”) — îl determină pe Picard să dezvăluie o conspirație în sânul Flotei Stelare.